# Barroco sísmico

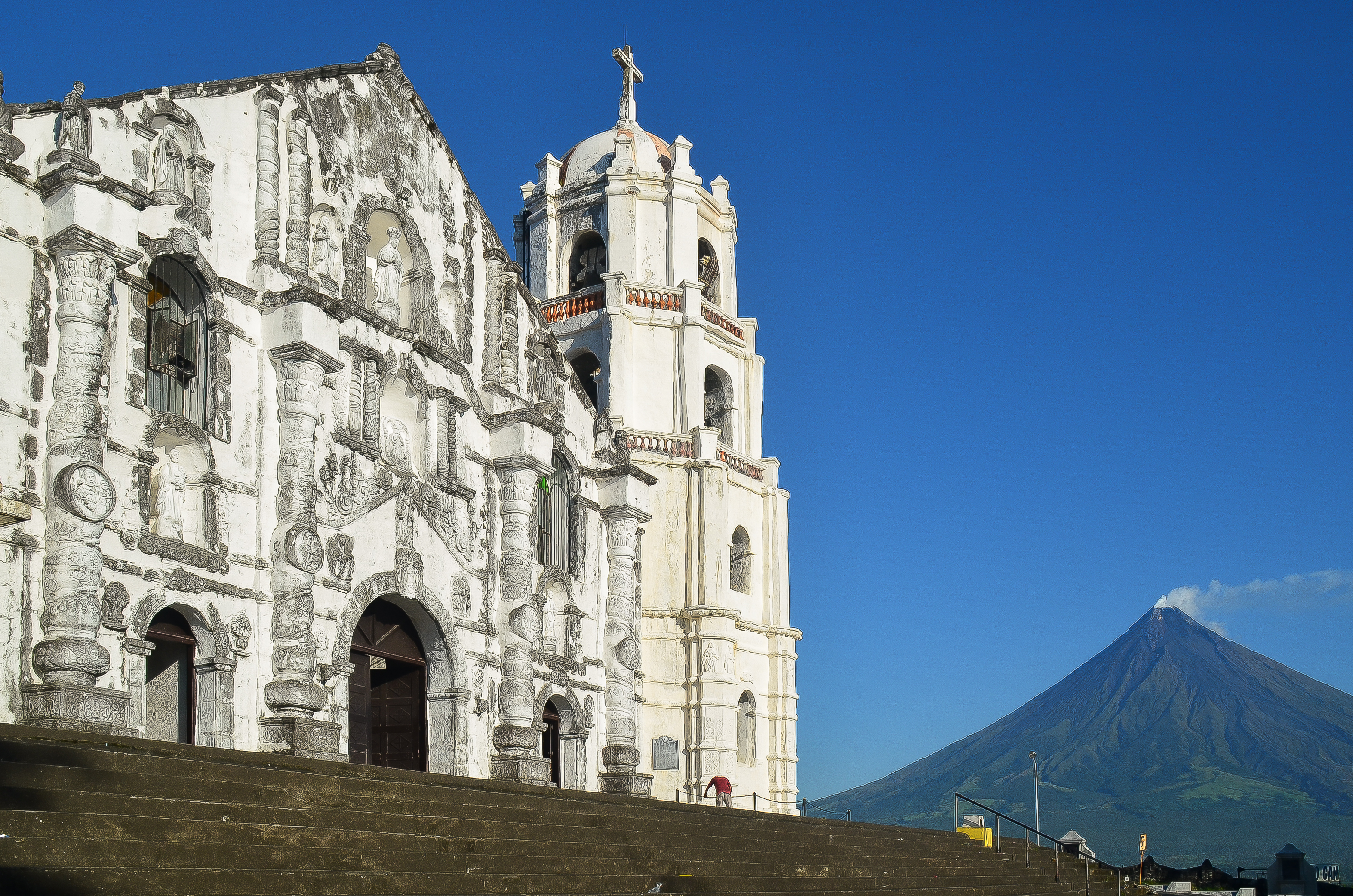
Iglesia de Nuestra Señora de la Portería en Dáraga (Filipinas).

El barroco sísmico o de terremotos es un estilo de arquitectura barroca que se desarrolló en las Indias Orientales españolas y Guatemala, territorios gobernados por los españoles y que sufrían terremotos periódicos durante los siglos XVII y XVIII. Iglesias y otros grandes edificios públicos se levantaron en este corriente durante la época colonial española. Acontecimientos similares llevaron a la arquitectura pombalina en Lisboa tras el terremoto de 1755 y al barroco siciliano en Sicilia tras el terremoto de 1693.

## Características

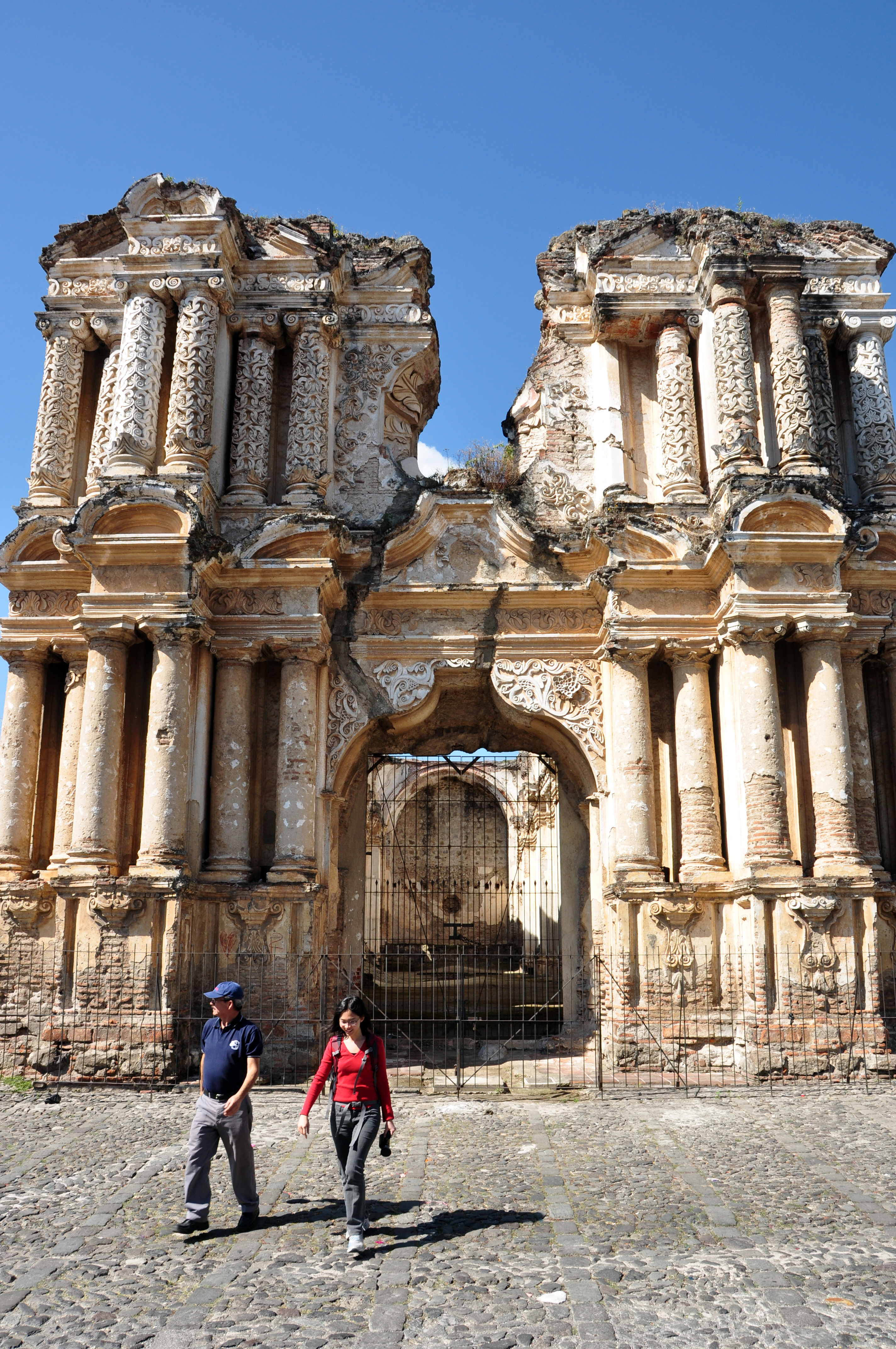
Fachada frontal de la iglesia de Nuestra Señora del Carmen en Antigua Guatemala.

En las Indias Orientales españolas, la destrucción de iglesias anteriores a causa de frecuentes terremotos provocó que la proporción de los edificios fuera menor y más amplia. Así, las paredes laterales se hicieron más gruesas y se reforzadas para mayor estabilidad durante los sismos. Las estructuras superiores se construyeron con materiales más ligeros. Para disminuir su peso se introdujeron paredes más delgadas, que disminuían progresivamente su espesor hasta los niveles más altos.
Los campanarios de este estilo suelen ser más bajos y más resistentes en comparación con las torres de otras regiones del mundo con menor actividad sísmica. Estas son más gruesas en los niveles inferiores, de manera que se estrechan paulativamente hasta las partes superiores. Era común que la estructura del campanario estuviera separada del edificio principal, de manera que se evitaría una mayor destrucción en caso de que un terremoto derribara la torre.

## Historia

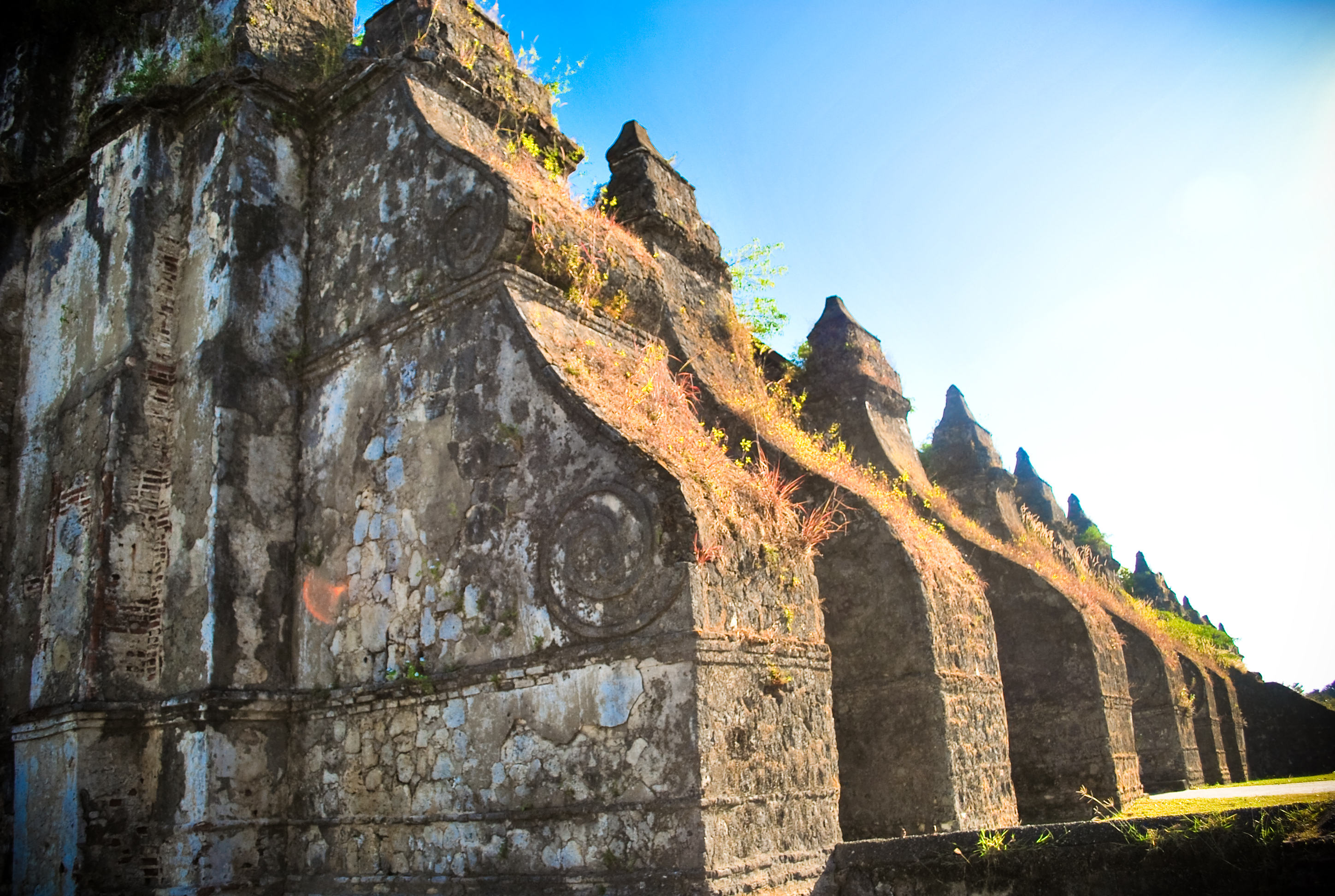
Los gruesos contrafuertes en la iglesia de San Agustín en Páoay.

Durante el período colonial español en Filipinas, los incendios desempeñaron un papel en la arquitectura regional: debido a que las ciudades a menudo sufrían incendios se fomentó el cambio hacia la construcción en piedra. Caso similar sucedió tras el terremoto de Luzón de 1645 mató a cientos de habitantes y derribó diez edificios religiosos recién construidos en Manila. Los gobernadores españoles procedieron a intentar reconstruir la capital en el estilo barroco europeo, por lo que las iglesias se levantaron de la misma manera «delicada» que las del continente. Sin embargo, los frecuentes sismos arrasaron estas estructuras; en un nuevo intento, esta vez la Igleisia adoptó el ahora conocido «barroco de terremotos» para asegurar la robustez de los edificios. En la actualidad forman parte de la lista de Patrimonio de la Humanidad de la Unesco las iglesias de San Agustín en Manila, de Nuestra Señora de la Asunción en Ilocos Sur, de San Agustín en Ilocos Norte y la iglesia de Santo Tomás de Villanueva en Iloílo.